# Емгерст (Массачусетс)
Емгерст (англ. Amherst) — місто (англ. town) в США, в окрузі Гемпшир штату Массачусетс. Населення — 39 263 особи (2020).

## Географія

### Клімат
| Клімат : Емгерст        | Клімат : Емгерст | Клімат : Емгерст | Клімат : Емгерст | Клімат : Емгерст | Клімат : Емгерст | Клімат : Емгерст | Клімат : Емгерст | Клімат : Емгерст | Клімат : Емгерст | Клімат : Емгерст | Клімат : Емгерст | Клімат : Емгерст | Клімат : Емгерст |
| Показник                | Січ.             | Лют.             | Бер.             | Квіт.            | Трав.            | Черв.            | Лип.             | Серп.            | Вер.             | Жовт.            | Лист.            | Груд.            | Рік              |
| Абсолютний максимум, °C | 21,1             | 21,1             | 29,4             | 33,9             | 36,7             | 38,3             | 40,0             | 37,8             | 37,2             | 32,2             | 27,8             | 22,2             | 40,0             |
| Середній максимум, °C   | 1,4              | 3,5              | 8,1              | 15,2             | 21,2             | 25,9             | 28,6             | 27,7             | 23,6             | 16,8             | 10,4             | 4,0              | 15,6             |
| Середній мінімум, °C    | −10,4            | −8,8             | −4,2             | 1,4              | 7,1              | 12,6             | 15,2             | 14,2             | 9,6              | 3,0              | −1,3             | −6,7             | 2,7              |
| Абсолютний мінімум, °C  | −34,4            | −32,8            | −27,2            | −13,3            | −4,4             | −1,7             | 3,9              | 0,0              | −3,9             | −11,1            | −20              | −30              | −34,4            |
| Норма опадів, мм        | 84               | 79               | 90               | 98               | 104              | 105              | 103              | 94               | 106              | 121              | 98               | 88               | 1171             |
| Днів з опадами          | 10,2             | 8,6              | 10,1             | 10,9             | 12,5             | 11,5             | 10,4             | 10,0             | 9,0              | 9,8              | 10,2             | 10,1             | 123,3            |
| Днів зі снігом          | 5,5              | 4,0              | 2,7              | ,4               | 0                | 0                | 0                | 0                | 0                | ,1               | 1,0              | 3,4              | 17,1             |
| ----------------------- | ---------------- | ---------------- | ---------------- | ---------------- | ---------------- | ---------------- | ---------------- | ---------------- | ---------------- | ---------------- | ---------------- | ---------------- | ---------------- |
| Джерело: NOAA           |                  |                  |                  |                  |                  |                  |                  |                  |                  |                  |                  |                  |                  |

## Демографія
Згідно з переписом 2010 року, у місті мешкало 37 819 осіб у 9259 домогосподарствах у складі 4484 родин. Було 9711 помешкання
Расовий склад населення:
| - 76,9 % — білих - 10,9 % — азіатів - 5,4 % — чорних або афроамериканців - 0,2 % — корінних американців - 2,4 % — осіб інших рас |

До двох чи більше рас належало 4,1 %. Частка іспаномовних становила 7,3 % від усіх жителів.
За віковим діапазоном населення розподілялося таким чином: 10,0 % — особи молодші 18 років, 82,6 % — особи у віці 18—64 років, 7,4 % — особи у віці 65 років та старші. Медіана віку мешканця становила 21,6 року. На 100 осіб жіночої статі у місті припадало 95,8 чоловіків; на 100 жінок у віці від 18 років та старших — 94,7 чоловіків також старших 18 років.
Середній дохід на одне домашнє господарство становив 77 497 доларів США (медіана — 50 203), а середній дохід на одну сім'ю — 115 005 доларів (медіана — 94 449). Медіана доходів становила 61 713 долари для чоловіків та 41 675 доларів для жінок. За межею бідності перебувало 33,2 % осіб, у тому числі 22,0 % дітей у віці до 18 років та 6,1 % осіб у віці 65 років та старших.
Цивільне працевлаштоване населення становило 18 716 осіб. Основні галузі зайнятості: освіта, охорона здоров'я та соціальна допомога — 49,8 %, мистецтво, розваги та відпочинок — 14,4 %, роздрібна торгівля — 10,7 %.

## Міста-побратими
- Ньєрі, Кенія[16]
- Ла-Пас-Сентро, Нікарагуа[17]
- Канеґасакі, Японія[18]

## Видатні уродженці
- Емілі Дікінсон (1830—1886) — одна з найпопулярніших американських поетес[19]
- Осмін Бейкер (1800—1875) — конгресмен і правник[19]
- Мейсон Кук Дарлінг (1801—1866) — конгресмен[19]
- Юджин Філд (1850—1895) — поет і гуморист, автор дитячої поеми Вінкен, Блінкен і Нод.
- Чинуа Ачебе (1930—2013) професор Массачусетського університету з 1972 до 1976 року.
- Ума Турман — американська акторка, володарка премії Оскар